# Lijst van spelers van AIK Fotboll
Deze lijst omvat voetballers die bij de Zweedse voetbalclub AIK Fotboll spelen of gespeeld hebben. De spelers zijn alfabetisch gerangschikt.

## A
- Göran Åberg
- Paulos Abraham
- Jan Adolfsson
- Enoch Adu
- Robert Åhman-Persson
- Jan Åkerblom
- Oscar Albrechtsson
- Axel Alfredsson
- Evald Allard
- Andreas Alm
- Anders Almgren
- Erik Almgren
- Jorge Anchén
- John Anderberg
- Åke Andersson
- Andreas Andersson
- Arne Andersson
- Björn Andersson
- Bo Andersson
- Crister Andersson
- Daniel Andersson
- Jan Andersson
- Kurt Andersson
- Matts Andersson
- Ola Andersson
- Patric Andersson
- Sune Andersson
- Sven Andersson
- Thomas Andersson
- Bengt Anlert
- Björn Anlert
- Karl Ansén
- Tomas Antonelius
- Torsten Arnberg
- Daniel Arnefjord
- Kristoffer Arvhage
- Lennart Askinger
- Göran Åslin
- Anders Åslund
- Martin Åslund
- Sanny Åslund
- Lenny Asp
- Mattias Asper
- Walid Atta
- Samuel Ayorinde

## B
- Lennart Backman
- Niklas Backman
- Bertil Bäckvall
- Mohamed Bangura
- Teteh Bangura
- Lee Baxter
- Holger Belin
- Inge Bengtsson
- Jörgen Bengtsson
- Pierre Bengtsson
- Claes Berg
- Hans Bergh
- Nicklas Bergh
- Thomas Bergman
- Orvar Bergmark
- Erik Bergqvist
- Kim Bergstrand
- Nils Bergström
- Rune Bergström
- Oskar Berndtsson
- Sven Billman
- Fredrik Björck
- Roberth Björknesjö
- Ragnar Blom
- Ernst Blomqvist
- Gunnar Blomström
- Derek Boateng
- Ivan Bodin
- Thomas Bodström
- Einar Bohlin
- Patrik Bojent
- Lars Boman
- Carl-Filip Borgh
- Janne Borgqvist
- Lars Borgqvist
- Michael Borgqvist
- Bernhard Brick
- Mauritz Brick
- Michael Brundin
- Paulo Bruschi
- Dieter Burdenski
- Miran Burgič
- Anders Bylin

## C
- Ivar Carlesson
- Herman Carlson
- Lars Carlson
- Björn Carlsson
- Elon Carlsson
- Henry Carlsson
- Lars Carlsson
- Lennart Carlsson
- Nicklas Carlsson
- Rune Carlsson
- Lennart Carlsson-Askerlund
- Gunnar Casparsson
- Luke Casserly
- Admir Ćatović
- Sten Cederlund
- Marco Ciardi
- Clecio
- Karl Corneliusson

## D
- Sven Dahlkvist
- Helgi Daníelsson
- Bojan Djordjic

## E
- Curt Edenvik
- Henry Edholt
- Erik Edman
- Sebastián Eguren
- Torbjörn Ek
- Erik Ekblad
- Jörgen Ekengren
- Elis Ekholm
- Josef Ekholm
- Helge Ekroth
- Pontus Engblom
- Wilhelm Engdahl
- Patrick Englund
- Per-Ove Enström
- Axel Ericsson
- Bertil Ericsson
- Jacob Ericsson
- Karl-Erik Ericsson
- Andreas Eriksson
- Björn Eriksson
- Christoffer Eriksson
- Fred Eriksson
- Gunnar Eriksson
- Isidor Eriksson
- Jan Eriksson
- Sven Eriksson
- Hans Eskilsson
- Fredrik Espmark
- Dickson Etuhu
- Vadim Evtushenko

## F
- Lars Falkmer
- Wilton Figueiredo
- Antônio Flávio
- Anders Forsberg
- Claes-Göran Forsberg
- Jonas Forsberg
- Åke Fransson
- Patrik Fredholm
- Helge Fredriksson
- Börje Fridlund
- Kjell-Owe Friman

## G
- Pierre Gallo
- Hans Garpe
- Alexander Gerndt
- Fredrik Giesecke
- Staffan Gillberg
- Sture Gillström
- Göran Göransson
- John Göras
- Leif Grahn
- Jörgen Granath
- Svante Granlund
- Kjell Granqvist
- Claes Green
- Roland Grip
- Tord Grip
- Patrik Grönvall
- Louis Groth
- Eric Grübb
- Bartosz Grzelak
- Valfrid Gunnarsson
- Daniel Gustafsson
- Justus Gustafsson
- Ronny Gustafsson

## H
- Emil Haag
- Göran Hagberg
- Sören Häggström
- Algot Haglund
- Patrik Hagman
- Lars Hall
- Urban Hammar
- Kurt Hamrin
- Jerker Hannerz
- Håkan Hansson
- Per Harrysson
- Kristian Haynes
- Lars Hedén
- Magnus Hedman
- Lars-Tony Hedström
- Sten Heldt
- Lennart Hemming
- Jonas Henriksson
- Hugo Hernvall
- Erik Hillerström
- Hörður Hilmarsson
- Anders Hjelm
- Daniel Hoch
- Carl-Hugo Högberg
- Edvin Holm
- Bo Holmberg
- Jan Holmgren
- Karl-Gustav Holmström
- Rolf Hölzer
- Jos Hooiveld
- Jari Hudd
- Bernt Hulsker
- Leif Hult
- David Hulterström
- Martin Hysky

## I
- Kennedy Igboananike
- Andreas Ingel
- Ingemar Ingevik
- Staffan Isaksson
- Stefan Ishizaki
- Leif Iwarsson

## J
- Saihou Jagne
- Ulf Jakobsson
- Dime Jankulovski
- Bengt Jansson
- Evert Jansson
- Gunnar Jansson
- Jesper Jansson
- Lasse Jansson
- Bo-Lennart Jepson
- Vadym Jevtoesjenko
- Vjatsjeslav Jevtoesjenko
- Sten Jihde
- Andreas Johansson
- Axel Johansson
- Bertil Johansson
- Carl-Ottil Johansson
- Christer Johansson
- Christer Johansson
- Gösta Johansson
- Gunnar Johansson
- Johan Johansson
- Knut Johansson
- Mattias Johansson
- Nils-Eric Johansson
- Olof Johansson
- Robert Johansson
- Stig Johansson
- Sven Johansson
- Thomas Johansson
- Tommy Johansson
- Dulee Johnson
- Kjell Jonevret
- Kjell Jönsson
- Markus Jonsson
- Stefan Jonsson
- Torbjörn Jonsson
- Gustaf Josefsson

## K
- Pa-Modou Kah
- Tom Källström
- Pontus Kåmark
- Michael Kanslätt
- Kwame Karikari
- Åke Karlsson
- Bengt Karlsson
- Birger Karlsson
- Erik Karlsson
- Göran Karlsson
- Helge Karlsson
- Leif Karlsson
- Markus Karlsson
- Ove Karlsson
- Per Karlsson
- Tommy Kastman
- Per Kaufeldt
- Martin Kayongo-Mutumba
- Benjamin Kibebe
- Sven Kindahl
- Björn Kindlund
- Niclas Kindvall
- Bengt Kjell
- Mike Kjølø
- Olle Klasson
- Leif Klingborg
- Rudolf Kock
- Christian Kouakou
- George Kraemer
- Slobodan Krčmarević

## L
- Floyd Lagerkrantz
- Thomas Lagerlöf
- Atakora Lalawele
- Gunnar Larsson
- Lars Larsson
- Peter Larsson
- Rolf Larsson
- Karl Rune Larsson
- Börje Leander
- Börje Leback
- Yngve Leback
- Kurt Liander
- Dick Lidman
- Anders Limpar
- Arne Lind
- Tage Lindberg
- Bertil Linde
- Leif Lindén
- Rolf Lindgren
- Tommy Lindh
- Sven Lindqvist
- Bruno Lindström
- Klas Lindström
- Goran Ljubojević
- Bernt Ljung
- David Ljung
- Roland Lönn
- Martin Lorentzson
- Teddy Lucic
- Nenad Lukic
- Gunnar Lund
- Björn Lundberg
- Viktor Lundberg
- Roland Lundblad
- Curth Lundgren
- Valter Lundgren
- Tommy Lundh
- Stefan Lundin
- Thomas Lundmark
- Arne Lundqvist
- Björne Lundström

## M
- Tomi Maanoja
- Roland Magnusson
- Teodor Malm
- Börje Marcus
- Niklas Maripuu
- Eero Markkanen
- Claes Marklund
- Göran Marklund
- Branko Markovic
- Christer Mattiasson
- Bror Mellberg
- Olof Mellberg
- Sten Mellgren
- Daniel Mendes
- Pär Millqvist
- Alexander Milosevic
- Johan Mjällby
- Hans Möller
- Pablo Monsalvo
- Mattias Moström
- Peter Motas
- Nik Mrdja
- Johny Murray

## N
- Jyrki Nieminen
- David Nildén
- Jim Nildén
- Axel Nilsson
- Gösta Nilsson
- Hans Nilsson
- Harry Nilsson
- John Nilsson
- John Nilsson
- Knut Nilsson
- Nils Nilsson
- Ove Nilsson
- Per Nilsson
- Stellan Nilsson
- Stig Nilsson
- Erik Nordgren
- Krister Nordin
- Brwa Nouri
- Nebosja Novakovic
- Bruno Nyberg
- Per-Erik Nyberg
- Mattias Nylund

## O
- Iván Óbolo
- Herbert Ohlsson
- Owe Ohlsson
- Ture Olander
- Mats Olausson
- Åke Olsson
- Ingvar Olsson
- Leif Olsson
- Olavus Olsson
- Per Olsson
- Sven Olsson
- Daniel Örlund
- Jorge Ortíz
- Alexander Östlund
- Ulf Östlund
- Dennis Östlundh
- Gabriel Özkan

## P
- Cesar Pachà
- Oskar Palm
- Sven Pålsson
- Kenny Pavey
- Esa Pekonen
- Erik Persson
- John Persson
- Kent Persson
- Krister Persson
- Thore Persson
- Wilhelm Petersén
- Bo Petersson
- Milos Petkovic
- Gabriel Petrovic
- Kjell Pettersson
- Lennart Pettersson
- Piracaia

## Q
- Robin Quaison
- Kwame Quansah

## R
- Marino Rahmberg
- Eric Ramström
- Gerry Rehn
- Mats Rohdin
- Glenn Rönnberg
- Per Rønning
- Mats Rubarth
- Ove Rübsamen
- Erik Runeborg
- Ola Rydstrand

## S
- Jarmo Saastamoinen
- Yussef Saleh
- Leo Samuelsson
- Svante Samuelsson
- Åke Sandberg
- Niklas Sandberg
- Sigge Sandin
- Márcio Costa Saraiva
- Peter Saverstam
- Karl Schwartz
- August Selling
- Carl Simonsson
- Pascal Simpson
- Gustav Sjöberg
- Calle Sjöblom
- Bo Sjögren
- Hugo Sjögren
- Lars Sjöström
- Leif Skiöld
- Lennart Skoglund
- Valter Sköld
- Lennart Söderberg
- Benny Söderling
- David Spångberg
- Kalle Ståhl
- Kenny Stamatopoulos
- Tommy Stenborg
- Khari Stephenson
- Thore Sundberg
- Gary Sundgren
- Roger Sundin
- Sven Åke Sundström
- Åke Svedberg
- Helmer Svedberg
- Arthur Svensson
- Eric Svensson
- Håkan Svensson
- Ivar Svensson
- Dag Szepanski

## T
- Arash Talebinejad
- Jimmy Tamandi
- Manni Thofte
- Mikael Thorstensson
- Mattias Thylander
- Knut Thysell
- Oscar Thysell
- Daniel Tjernström
- Ulf Tjernström
- Sharbel Touma
- Ivan Turina

## V
- Lucas Valdemarín
- Wilhelm van der Haagen
- Robert Veronese
- Kari Virtanen

## W
- Ernst Wahlberg
- Kevin Walker
- Stefan Wallén
- Jan-Olof Wallgren
- Fritz Welander
- Niklas Westberg
- Bengt Westerberg
- Sven-Erik Westerberg
- Thure Westerdahl
- Eivar Widlund
- Per Wiklundh
- Anders Wikström
- John Wilkinson
- Tage Wissnell
- Evald Wistrand
- Herold Wolfbrandt

## Y
- Saku Ylätupa
- Andreas Yngvesson

## Z
- Olle Zetherlund
- Lars Zetterlund
- Rolf Zetterlund